# Energia
L'energia è la grandezza fisica che misura la capacità di un corpo o di un sistema fisico di compiere lavoro, a prescindere dal fatto che tale lavoro sia o possa essere effettivamente attuato.
Il termine energia deriva dal tardo latino energīa, a sua volta tratto dal greco antico ἐνέργεια enérgheia, parola già usata da filosofo greco Aristotele, che deriva da ἐνεργής energhès (o l'equivalente ἐνεργός energós), 'che ha forza di fare', che opera', 'attivo'; questi termini derivano dalla composizione della particella ἐν en (dentro) con il termine ἔργον érgon, 'vigore fisico', 'opera', 'lavoro'. Aristotele introdusse però il termine in ambito filosofico per distinguere la δύναμις dýnamis, la possibilità, la "potenza" propria della materia informe, dalla reale capacità (ἐνέργεια) di far assumere in atto realtà formale alle cose.
La parola italiana "energia" non è direttamente derivata dal latino, ma è ripresa nel XV secolo dal francese énergie. In Francia énergie è usato dal XV secolo nel senso di "forza in azione", con vocabolo direttamente derivato dal latino, mai con significato fisico. In Inghilterra nel 1599 energy è sinonimo di "forza o vigore di espressione". Thomas Young è il primo a usare, nel 1807, il termine energy in senso moderno».
Il concetto di energia può emergere intuitivamente dall'osservazione sperimentale che la capacità di un sistema fisico di compiere lavoro diminuisce a mano a mano che questo viene prodotto. In questo senso l'energia può essere definita come una proprietà posseduta dal sistema che può essere scambiata fra i corpi attraverso il lavoro (vedi trasferimento di energia).

## Importanza fisica
L'energia è una grandezza fisica estensiva (l'energia di due corpi è semplicemente la somma delle energie dei corpi presi singolarmente), che ha una importanza centrale nella formulazione di molte teorie, dalla meccanica classica alla termodinamica, dalla teoria della relatività alla meccanica quantistica.
Una precisa definizione di energia non è semplice da fornire, l'energia non ha alcuna realtà materiale ma è piuttosto un concetto matematico astratto che esprime un vincolo rispetto ai processi possibili e una simmetria temporale delle leggi fisiche. Non esiste quindi nessuna sostanza o fluido corrispondente all'energia pura. Come scrisse Feynman:
(Richard Feynman, La fisica di Feynman, Vol I, p 4-1)
Un corpo può incrementare o diminuire la sua energia in seguito a una interazione con altri corpi: la variazione di energia riflette quindi i cambiamenti occorsi nelle sue proprietà microscopiche. Esistono numerose possibili interazioni; dal punto di vista qualitativo si possono distinguere la meccanica, con ad esempio urti fra corpi rigidi o forze fra particelle puntiformi, dalla termodinamica, dove si considerano ad esempio le reazioni fra gas a temperature differenti. Dal punto di vista del tipo di interazione, esistono in natura diversi tipi di forze, come quella gravitazionale, quella nucleare o quella elettrica. Tuttavia, tutti questi possibili processi lasciano invariata la quantità totale di energia, che quindi diviene la grandezza fisica costante per sistemi chiusi o isolati.

## Storia del termine e della nozione
Il termine "energia" fu usato per la prima volta per indicare una grandezza fisica da Keplero nel suo Harmonices Mundi del 1619, tuttavia il termine "energia" fu introdotto sistematicamente nella letteratura scientifica in termini moderni solo a partire dalla fine del XIX secolo. Prima di allora si alternarono a seconda del contesto e dell'autore anche i termini vis viva, "forza" o "lavoro". Il primo si conserva come tradizione storica ancora oggi nel nome di alcuni teoremi, mentre gli ultimi due termini hanno acquisito nella fisica moderna un significato completamente differente da quello dell'energia.

### La controversia sullavis viva
Storicamente, la prima grandezza simile a quella oggi indicata come energia cinetica apparve negli studi di Gottfried Leibniz  nel 1686, chiamata con il nome di vis viva ("forza viva") in contrapposizione alla vis mortua ("forza morta") usata per designare l'inerzia. Il dibattito principale nella fisica del XVII e XVIII secolo era incentrato concettualmente non su un principio di conservazione, piuttosto sulla ricerca di una grandezza fisica che fosse in grado di misurare gli effetti dell'azione di una forza sui corpi, o in termini moderni di una interazione fra questi. Una forza che agisce su un corpo avrà l'effetto di modificare la sua velocità, così facendo cambieranno sia l'energia cinetica sia la quantità di moto {\displaystyle \mathbf {p} } definita come:
{\displaystyle \mathbf {p} =m\mathbf {v} }
A partire da queste due diverse possibilità nacque lo scontro fra Leibniz, che riteneva più adeguata come misura di una forza la "vis viva", e i sostenitori della teoria cartesiana, che utilizzavano invece la quantità di moto. Nella formulazione odierna della meccanica classica, entrambe le grandezze hanno la stessa importanza: come fu chiaro a partire da d'Alembert, il problema era unicamente legato all'uso di due punti di vista differenti. Infatti è possibile considerare gli effetti di una forza sommati rispetto a intervalli di tempo {\displaystyle \Delta t}, da cui si ricava la variazione della quantità di moto direttamente in base al primo principio della dinamica:
{\displaystyle \sum _{t}\mathbf {F} \Delta t=\sum _{t}(m\mathbf {a} )\Delta t=\sum _{t}\left(m{\frac {\Delta \mathbf {v} }{\Delta t}}\right)\Delta t=\sum _{t}\Delta (m\mathbf {v} )=\mathbf {p} _{\text{finale}}-\mathbf {p} _{\text{iniziale}}}
Oppure è possibile considerare gli effetti di una forza sommati rispetto allo spazio, avendo in mente come esempio la compressione di una molla che frena un corpo in moto. Il risultato che si ottiene è che il lavoro {\displaystyle W} di una forza compiuto su un corpo è uguale al cambiamento dell'energia cinetica del corpo stesso:
{\displaystyle W=\sum _{s}\mathbf {F} \cdot \Delta \mathbf {s} =(E_{K})_{\text{finale}}-(E_{K})_{\text{iniziale}}}
In questo senso la differenza di energia cinetica o della quantità di moto finale e iniziale sono solo due misure diverse degli effetti dell'azione di una forza su di un corpo.

## Energia meccanica
L'energia meccanica è la somma di energia cinetica ed energia potenziale attinenti allo stesso sistema, da distinguere dall'energia totale del sistema in cui rientra anche l'energia interna.

### Energia cinetica
L'energia cinetica è l'energia che dipende unicamente dallo stato di moto del sistema preso in considerazione e da quello delle sue relative componenti. Per un corpo puntiforme l'energia cinetica {\displaystyle E_{K}} è uguale alla metà del prodotto della massa del corpo per il quadrato della sua velocità:
{\displaystyle E_{K}={\frac {1}{2}}mv^{2}}
L'energia cinetica è una grandezza che può assumere solo valori positivi. Considerando corpi rigidi estesi non puntiformi, l'energia cinetica dipenderà anche dalla velocità angolare attraverso un termine aggiuntivo chiamato energia rotazionale.
La variazione dell'energia cinetica a seguito dell'azione di una forza è legata al lavoro, cioè al prodotto scalare della forza per la distanza dello spostamento effettuato. Il lavoro {\displaystyle W} di una forza compiuto su un corpo è infatti uguale al cambiamento dell'energia cinetica del corpo stesso:
{\displaystyle W=\sum _{s}\mathbf {F} \cdot \Delta \mathbf {s} =(E_{K})_{\text{finale}}-(E_{K})_{\text{iniziale}}}
in base al teorema energia-lavoro o teorema delle forze vive.

### Energia potenziale

Il pendolo è un esempio di come l'energia cinetica è convertita in quella potenziale e viceversa. Al punto più alto la velocità del pendolo (vettore blu) è nulla e l'energia potenziale gravitazionale è massima, al punto più basso l'energia potenziale è nulla e la velocità è massima. La differenza dell'energia potenziale si è quindi convertita in energia cinetica.

L'energia potenziale è un tipo di energia che dipende unicamente dalla configurazione o dalla posizione dei corpi e delle particelle in interazione.
A seconda del tipo di interazione e di forza considerata esistono numerosi tipi di energia potenziale. L'esempio più semplice di energia potenziale è quella posseduta da un corpo di massa {\displaystyle m} posto a un'altezza {\displaystyle h} nel campo gravitazione terrestre, uguale a:
{\displaystyle E_{pt}=mgh},
dove {\displaystyle g=9,81\,\mathrm {m/s^{2}} } è l'accelerazione di gravità. Questo tipo di energia dipende solo dalla posizione di un corpo e quando questo viene lasciato cadere l'energia potenziale cambia durante il tempo la propria forma diventando cinetica. L'energia potenziale è definita a meno di una costante additiva, in questo esempio a meno della possibile scelta del punto rispetto a cui misurare l'altezza {\displaystyle h}.

## Energia termica

### Calore e lavoro come forme di scambio dell'energia
Il calore e il lavoro non possono essere definiti come "forme di energia", sebbene abbiano le sue stesse unità di misura, dato che non sono proprietà di un singolo sistema ma piuttosto sono proprietà della trasformazione termodinamica presa in considerazione. In altre parole, il calore e il lavoro non sono posseduti da un sistema e non sono quindi una variabile di stato, ma sono invece "trasferimento di energia", che avviene attraverso due sistemi. Il calore e il lavoro possono tuttavia essere misurati e utilizzati nella pratica per prevedere la differenza di energia posseduta da un corpo fra la fine e l'inizio del processo o della trasformazione.
In termodinamica il principio di conservazione dell'energia è contenuto nel primo principio della termodinamica, secondo il quale la variazione di energia di un sistema {\displaystyle \Delta E} è uguale alla somma del calore {\displaystyle Q} e del lavoro {\displaystyle W} rispettivamente ceduto e compiuto dall'ambiente esterno al sistema:
{\displaystyle \Delta E=Q+W}
Non tutta l'energia di un sistema è in grado di produrre lavoro in una trasformazione termodinamica, per via del secondo principio della termodinamica. La quantità di energia di un sistema disponibile per produrre lavoro può essere infatti molto minore di quella totale del sistema. Il rapporto tra l'energia utilizzabile e l'energia fornita da una macchina viene chiamato rendimento.

## Principio di conservazione dell'energia

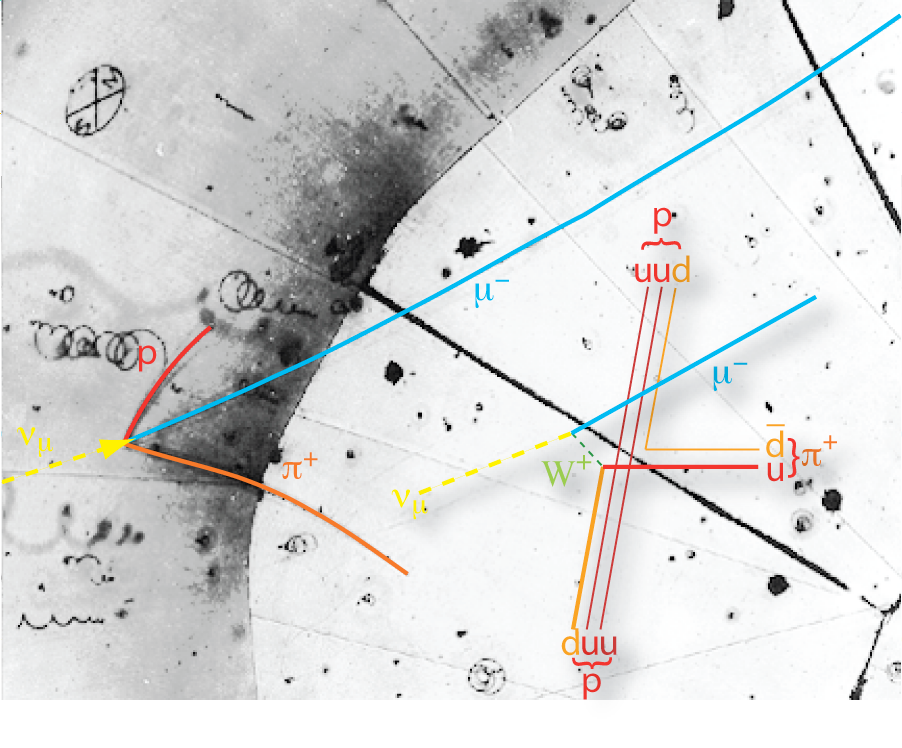
Evento di scattering creato da un neutrino osservato in una camera a bolle. La linea tratteggiata gialla corrisponde al neutrino entrante, non visibile perché neutro, che colpisce un protone. Il neutrino e le sue interazioni furono teorizzate da Pauli e Fermi, basandosi sul principio di conservazione dell'energia.

L'invarianza della quantità totale dell'energia è espressa dal principio di conservazione dell'energia, secondo il quale la variazione di energia in una regione di spazio è uguale al flusso netto di energia che fluisce verso lo spazio esterno. Sebbene l'espressione esatta dell'energia possa variare a seconda dei casi considerati, finora non è stato scoperto nessun processo in grado di incrementare o diminuire globalmente l'energia, questa può solo cambiare forma trasformandosi.
Il principio di conservazione ha guidato la scoperta di nuove forme di energia e ha permesso di scoprire nuovi tipi di processi fisici e perfino nuove particelle. Agli inizi del XX secolo furono scoperti alcuni decadimenti nucleari con emissione di elettroni che non sembravano soddisfare il principio di conservazione dell'energia. Per risolvere il problema nel 1924 Niels Bohr avanzò l'idea che a livello atomico l'energia non fosse strettamente conservata, proponendo una teoria che si rivelò errata. Wolfgang Pauli nel 1930 ed Enrico Fermi nel 1934, ritenendo fondamentale e tenendo ferma la conservazione dell'energia, postularono invece l'esistenza di nuove interazioni e di una nuova particella mai osservata prima che fosse in grado di trasportare l'energia che risultava mancante negli esperimenti. In questo modo, guidati dal principio di conservazione dell'energia, riuscirono a scoprire il neutrino, una particella priva di carica elettrica, effettivamente osservata sperimentalmente nel 1959.
Il principio di conservazione dell'energia riflette la simmetria temporale delle leggi fisiche rispetto a traslazioni temporali, il fatto cioè che queste non cambiano con lo scorrere del tempo. Un esperimento condotto a un tempo {\displaystyle t} fornirà lo stesso risultato dello stesso esperimento fatto nelle stesse medesime condizioni ma al tempo {\displaystyle t+\Delta t}. Nella teoria della relatività, la conservazione dell'energia e la conservazione della quantità di moto sono riuniti in un'unica legge che corrisponde globalmente alla simmetria delle traslazioni nello spaziotempo quadridimensionale.

## Energia e entropia
Alla Prima legge della termodinamica a cui attiene il Principio di conservazione di energia, segue il Secondo principio della termodinamica a cui attiene il concetto di entropia.
Mentre l'energia totale dell'universo è costante pur nelle sue varie trasformazioni, il suo potenziale per ottenere del lavoro utile diminuisce inesorabilmente, questa irrecuperabile perdita di utilità è definita entropia.

## L'energia in fisica classica e in fisica moderna
Nella fisica classica, l'energia è una grandezza fisica scalare dipendente dalle variabili di stato del sistema, come ad esempio la posizione del corpo in un campo di forze e la sua velocità. Il valore dell'energia di un corpo, in particolare di quella cinetica, dipende dal sistema di riferimento in cui viene misurata. L'energia è una funzione continua rispetto al variare dei parametri e delle grandezze di stato che la definiscono.
Nella meccanica quantistica invece per i sistemi legati, cioè i sistemi in cui l'energia della particella non consente di superare le barriere di potenziale, è "quantizzata", cioè può assumere un numero discreto di valori (o "livelli energetici").

### L'equivalenza massa/energia
La celebre equazione di Einstein E=mc², diretta derivazione della teoria della relatività ristretta, mostra come massa ed energia siano equivalenti, semplicemente due "facce della stessa medaglia" di un sistema fisico. Da questa semplice equazione si evince anche che l'energia contribuisce all'inerzia di un corpo assieme alla massa, cioè anche l'energia contribuisce alla resistenza di corpo ad essere accelerato. Le trasformazioni e le reazioni nucleari sono inoltre grado ad esempio di convertire massa in energia.
Le leggi quantistiche hanno mostrato che la massa può essere trasformata in energia e viceversa, nei processi nucleari ad esempio il decadimento dei metalli pesanti come l'uranio in elementi più leggeri comporta un difetto di massa corrispondente alla liberazione di energia sotto forma di radiazione.
Rispetto quindi alla meccanica classica, dove la massa e l'energia sono separatamente conservate, in relatività ristretta i due principi fisici possono essere fusi in un principio unico sotto la denominazione di principio di conservazione della massa/energia.

### Energia oscura
L'energia oscura è un'ipotetica forma di energia non direttamente rilevabile diffusa omogeneamente nello spazio, che potrebbe giustificare, tramite una grande pressione negativa, l'espansione accelerata dell'universo e altre evidenze sperimentali.
Si stima che potrebbe rappresentare una gran parte, circa il 69%, della massa-energia dell'universo, la cui quota che sfuggirebbe agli attuali metodi di rilevazione salirebbe a circa il 95% comprendendo anche la materia oscura.

## Energia degli alimenti

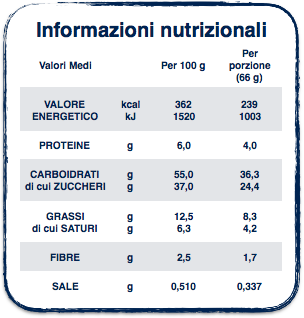
Esempio di etichetta nutrizionale europea con l'indicazione del valore energetico dell'alimento.

Nell'ambito della chimica degli alimenti, si parla di valore energetico per riferirsi all'energia che l'organismo umano può ricevere attraverso il consumo di un alimento.
Siccome parte dell'energia contenuta in un alimento può essere persa durante i processi digestivi e metabolici, il valore energetico può risultare minore rispetto al valore sperimentale ottenuto bruciando l'alimento in un calorimetro a bomba. Per tale motivo, sono stati messi a punto dei metodi sperimentali che tengono in conto tale perdite energetiche. Uno di questi metodi è l'utilizzo dei cosiddetti fattori di Atwater, grazie ai quali il valore energetico di un alimento viene calcolato a partire dal valore energetico associato ad alcuni dei suoi macronutrienti più importanti dal punto di vista energetico, in particolare: grassi, proteine e carboidrati.
In Europa, il valore energetico è riportato per legge nell'etichetta nutrizionale dei prodotti alimentari, dove viene indicato in kcal o kJ per quantità di prodotto.

## Unità di misura
L'unità di misura derivata del Sistema Internazionale per l'energia è il joule (simbolo: J); in termini di unità fondamentali del SI, 1 J è pari a 1 kg·m2·s−2. Nel CGS l'unità di misura per l'energia è l'erg, equivalente a 1 dyne·centimetro e in termini di unità base CGS a 1 g·cm2·s−2 (corrisponde a 10−7 J).
A seconda dell'ambito, altre unità di misura sono adottate per misurare l'energia:
- elettronvolt = 1,60217646×10−19 J
- caloria = 4,1867999409 J
- British thermal unit (BTU) = 1055,06 J
- kilowattora = 3,6×106 J

## Aspetti tecnologici
Per millenni l'uomo ha utilizzato unicamente, come forza motrice, l'energia muscolare soprattutto quella propria anche tramite semplici tecnologie di utensili manuali  (esempio: Controllo del fuoco da parte dei primi uomini) e successivamente quella degli animali domestici.
(Vaclav Smil, Energia e civiltà. Una storia)

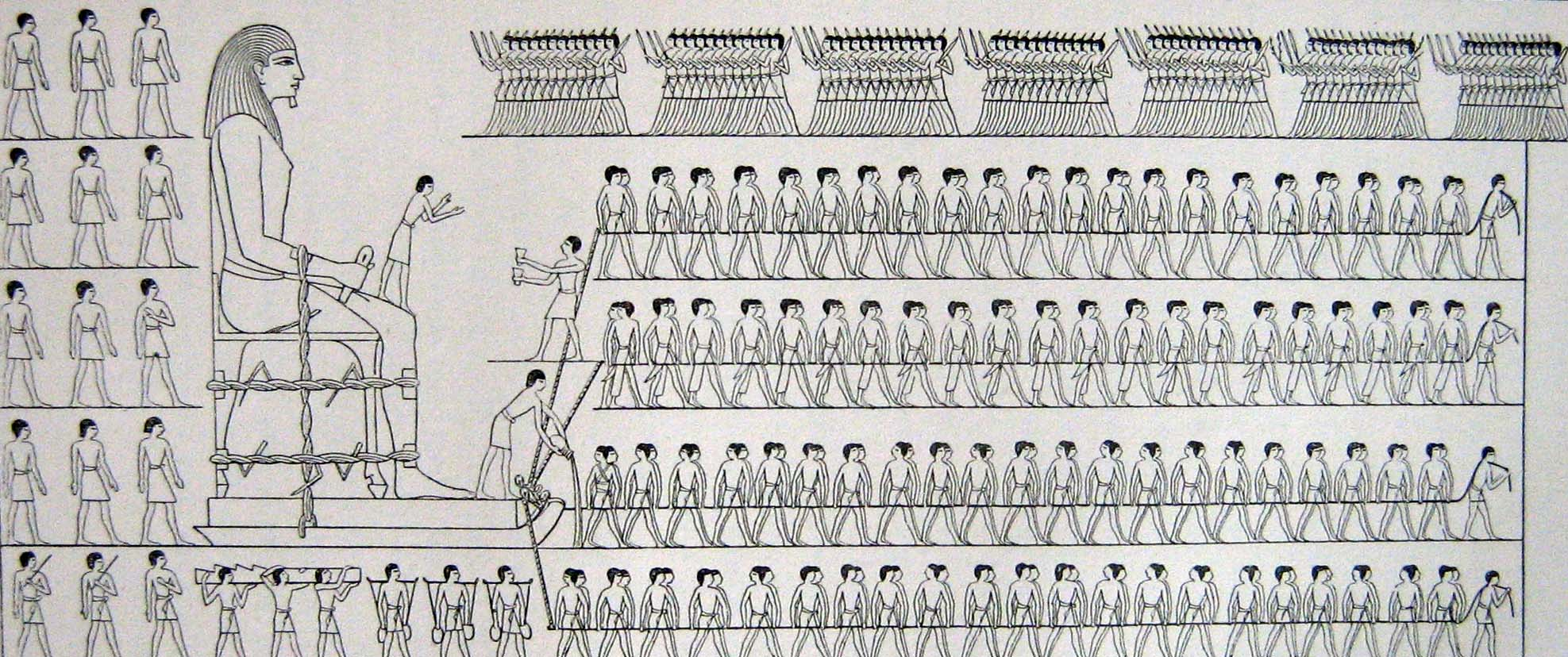
Disegno della scena del trasporto della statua raffigurante Djehutihotep di 50 t. con 172 uomini

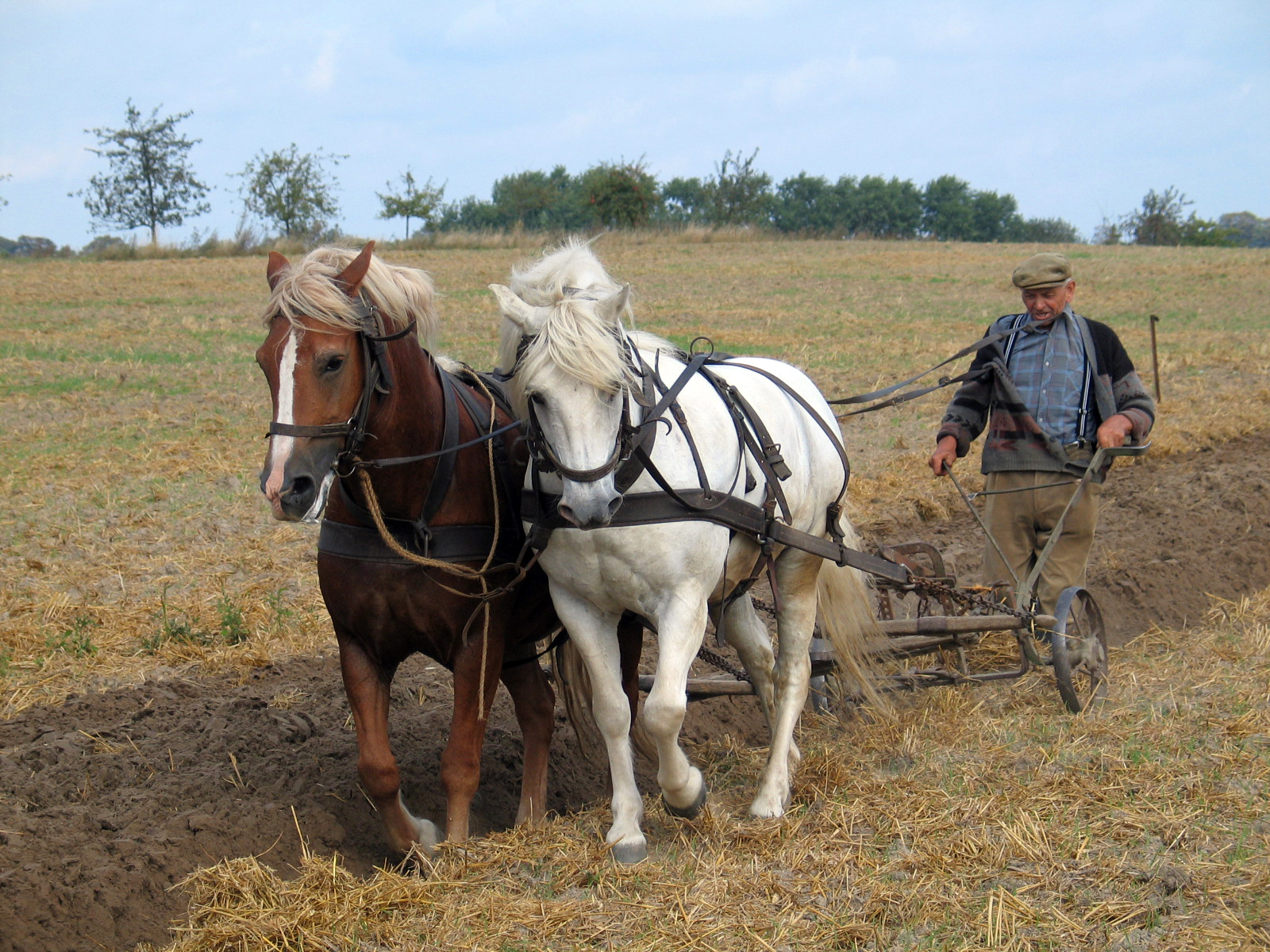
Un contadino lavora la terra con un tradizionale aratro trainato da cavalli

Lo sfruttamento di altri tipi di energie ha avuto inizio con la conversione dell'energia potenziale e cinetica dell'acqua e del vento, forze motrici inanimate, tramite accorgimenti tecnologici più complessi come mulini e vele.

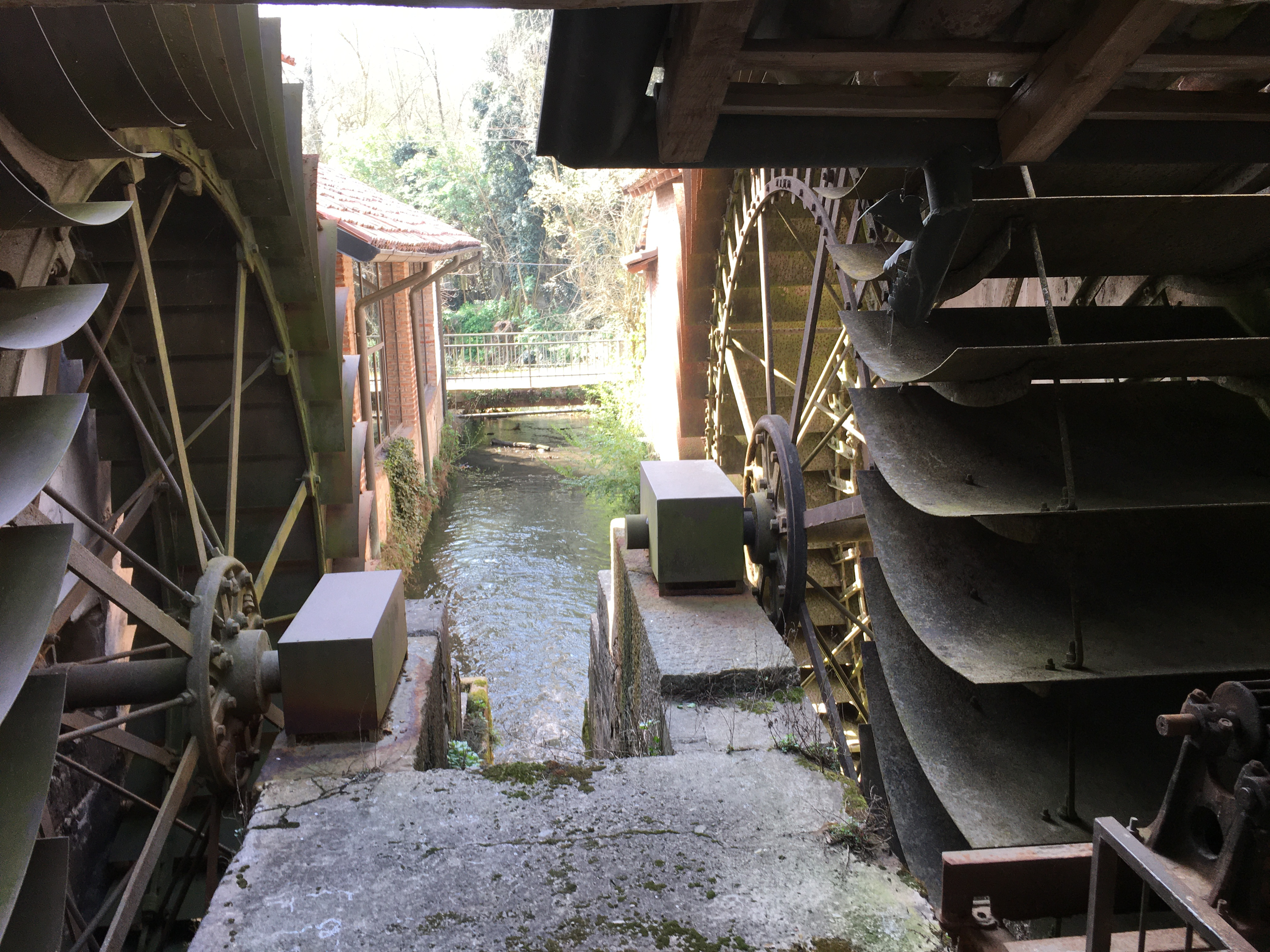
Mulini ad acqua nella valle della Vernavola, Pavia

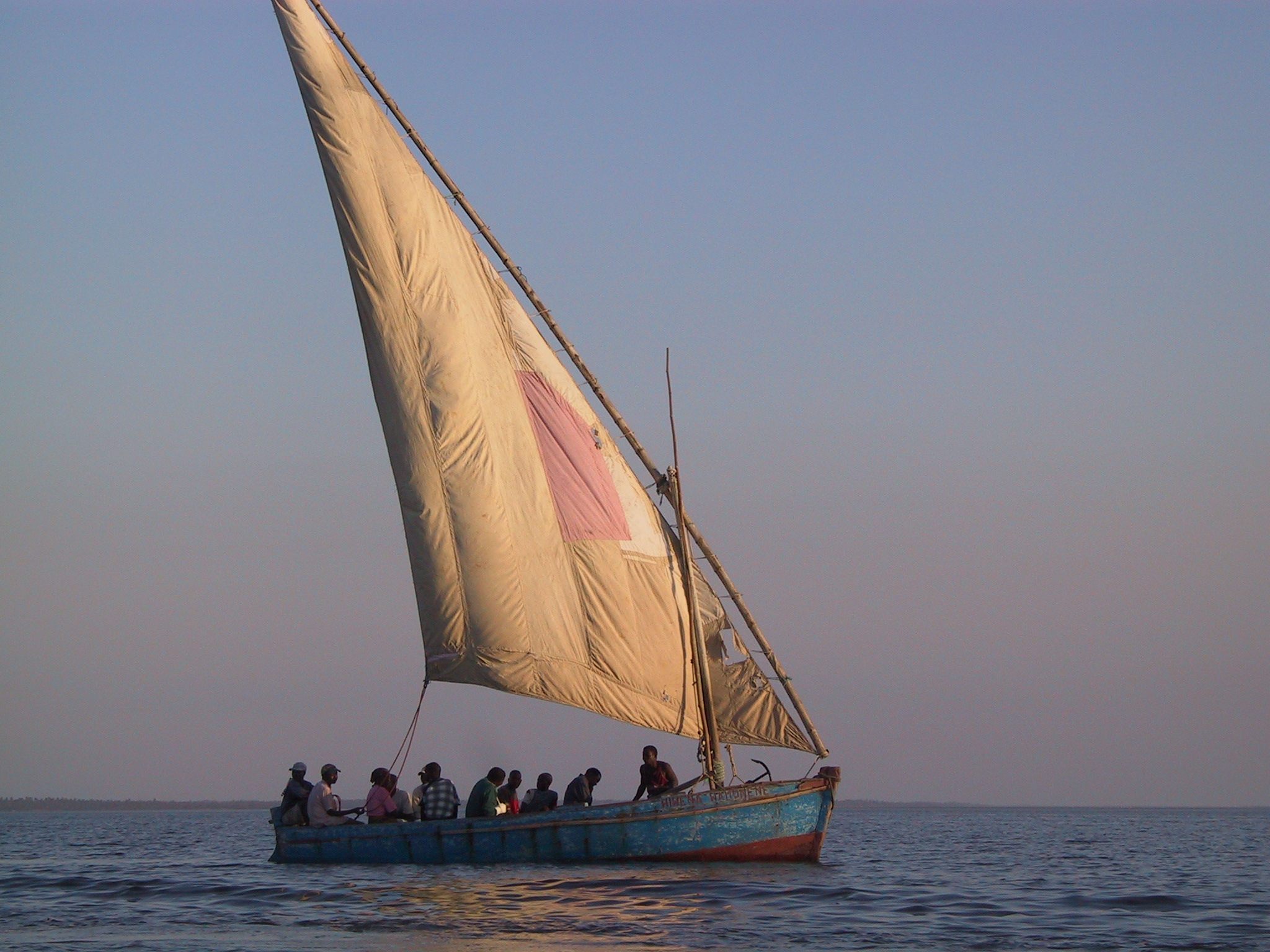
Imbarcazione tradizionale del Mozambico a vela latina

Il motore a vapore, convertendo l'energia chimica del carbone in energia meccanica, ha rappresentato la prima forza motrice inanimata alimentata da combustibili fossili.
L'invenzione dei motori a combustione interna ha dato l'avvio allo sfruttamento degli idrocarburi e nello stesso periodo alla diffusione di turbine per l'utilizzo dell'energia elettrica con i relativi risvolti tecnologici.
L'utilizzo dell'energia elettrica ha permesso, tra gli altri utilizzi, lo sviluppo dell'industria chimica di sostanze sintetiche, fertilizzanti, esplosivi, cemento, ecc.
L'ultimo sfruttamento tecnologico è rappresentato dall'energia atomica coi suoi risvolti civili e militari.
Le società moderne tecnologicamente avanzate sono estremamente dipendenti dall'energia (in particolare nelle sue forme di energia meccanica, energia elettrica, energia chimica ed energia termica) in tutti i suoi processi produttivi e gestionali (ad esempio autotrazione, trasporto marittimo e aereo, riscaldamento, illuminazione, funzionamento di apparecchiature elettriche e processi industriali). Grande interesse e preoccupazione riveste dunque il problema energetico globale riguardo sia l'esaurimento delle fonti fossili, la principale fonte di energia primaria, il cui utilizzo intensivo ha permesso lo sviluppo economico dalla prima rivoluzione industriale fino ai giorni nostri, sia i pericolosi problemi di inquinamento ambientale globali.

### Forme di energia
L'energia esiste in varie forme, ognuna delle quali ha una propria espressione in termini dei dettagli del sistema considerato, come la velocità o la distanza relativa fra particelle. Le principali forme di energia sono:
- Energia meccanica, classicamente come somma di energia potenziale e energia cinetica[1][21]
- Energia chimica
- Energia elettromagnetica
- Energia gravitazionale
- Energia termica
- Energia nucleare

L'energia potenziale elastica è quella posseduta da un materiale elastico sottoposto a deformazione. L'energia luminosa o radiante è l'energia trasportata dei fotoni che compongono la luce, quindi l'energia della radiazione elettromagnetica.

### Fonti di energia

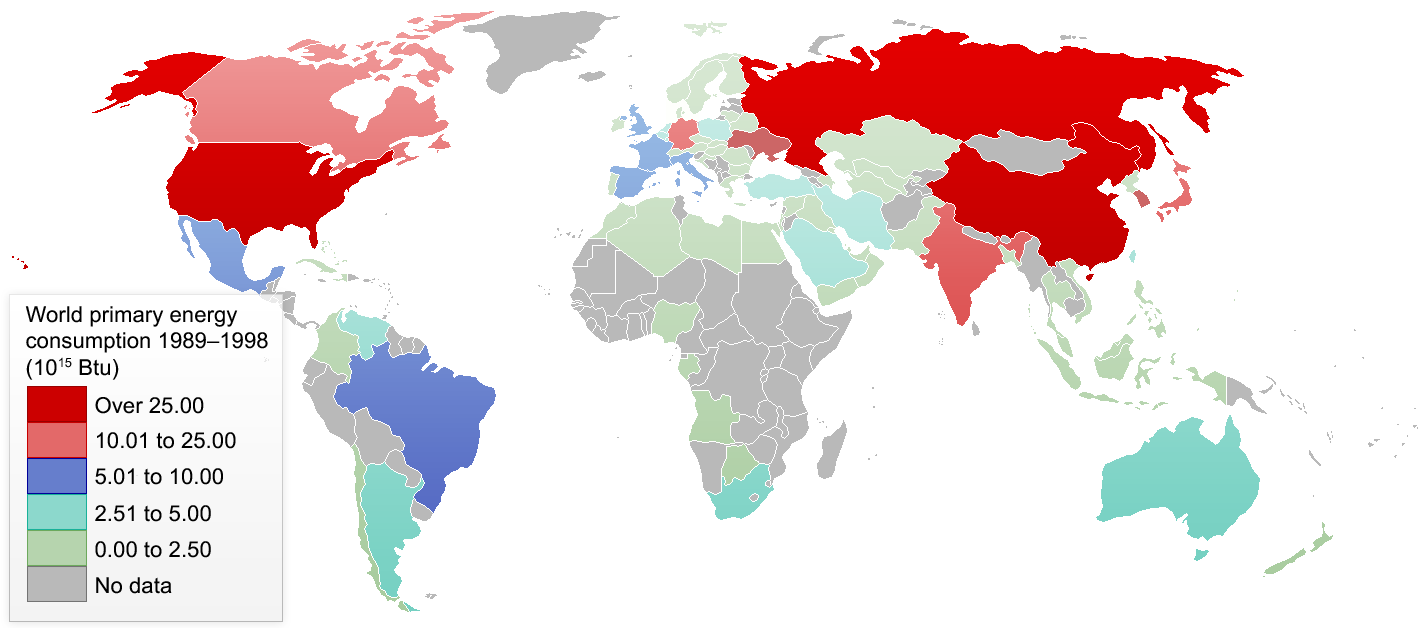
Consumo di energia nel mondo ripartito per nazione (dal 1989 al 1998). Unità di misura: 10^{15} Btu.

Consumo delle fonti energetiche nel mondo con riferimento al tipo di fonte energetica (dati del 2004).

Le principali fonti di energia attraverso le quali è possibile produrre energia elettrica, energia termica o direttamente energia meccanica sono:
- Combustibili fossili
- Energia nucleare
- Energia idroelettrica
- Energia solare
- Energia eolica
- Energia geotermica
- Energia magnetica
- Energia mareomotrice
- Energia racimolata

Con il termine "energie da fonti rinnovabili" si intendono quelle fonti di energia che non si esauriscono o si esauriscono in tempi che vanno oltre la scala dei tempi "umani" (ad esempio: energia solare, eolica, geotermica, mareomotrice, fusione nucleare), altrimenti si parla di "energie da fonti non rinnovabili" (ad esempio petrolio e carbone), mentre con il termine "energie alternative" si intendono le fonti di energia che possono essere impiegate in sostituzione dell'energia chimica prodotta dai classici combustibili o fonti fossili.

### Conversione e trasformazione dell'energia
Si parla di "conversione" quando si passa da una forma di energia a un'altra, mentre si parla di "trasformazione" quando la forma di energia resta la stessa, ma se ne modificano alcuni parametri caratteristici.
Ad esempio una pila permette di convertire l'energia chimica in energia elettrica, mentre un trasformatore permette di trasformare l'energia elettrica variandone la tensione e l'intensità di corrente.
Ogni volta che avviene una conversione, una parte di energia (più o meno consistente) viene inevitabilmente convertita in energia termica; si parla in questo caso di "effetti dissipativi".